# Porcellio spinifrons
Porcellio spinifrons är en kräftdjursart som beskrevs av Brandt 1833. Porcellio spinifrons ingår i släktet Porcellio och familjen Porcellionidae. Inga underarter finns listade i Catalogue of Life.